# Pelecopsis oranensis
Pelecopsis oranensis là một loài nhện trong họ Linyphiidae.
Loài này thuộc chi Pelecopsis. Pelecopsis oranensis được Eugène Simon miêu tả năm 1884.